# La tavola delle 214 chiavi
La tavola delle 214 chiavi è un trattato pubblicato da Étienne Fourmont, riprendente un testo cinese del 1716 (il Kangxi Zidian) contenente le 214 radicali degli oltre 5000 lemmi cinesi, con le loro varianti e particolarità, secondo la tecnica tuttora utilizzata nella gran parte dei dizionari cinesi moderni per classificare i caratteri tradizionali dal più semplice al più complesso.